# Elena Pampoulova
Elena Pampoulova (bulgarisch Елена Пампулова, auch Elena Wagner, Elena Pampoulova-Bergomi; * 17. Mai 1972 in Sofia; † 19. April 2023 in Zürich) war eine bulgarische Tennisspielerin.

## Karriere
Pampoulova gewann in ihrer Tenniskarriere einen Einzel- und drei Doppeltitel auf der WTA Tour. Dazu kamen 12 Einzel- und acht Doppeltitel bei ITF-Turnieren.
Von 1988 bis 1992 spielte sie für die bulgarische Fed-Cup-Mannschaft (sechs Siege, sieben Niederlagen). Von 1997 bis 1999 spielte sie für die deutsche Fed-Cup-Mannschaft; ihre Fed-Cup-Bilanz für das deutsche Team war ausgeglichen, acht Siegen standen acht Niederlagen gegenüber.
Bei den Olympischen Spielen 1992 in Barcelona trat sie für Bulgarien an.

## Turniersiege

### Einzel
| Nr. | Datum             | Turnier  | Kategorie   | Belag     | Finalgegnerin | Ergebnis          |
| --- | ----------------- | -------- | ----------- | --------- | ------------- | ----------------- |
| 1.  | 13. November 1994 | Surabaya | WTA Tier IV | Hartplatz | Ai Sugiyama   | 2:6, 6:0, Aufgabe |

### Doppel
| Nr. | Datum              | Turnier      | Kategorie    | Belag | Partnerin      | Finalgegnerinnen                    | Ergebnis      |
| --- | ------------------ | ------------ | ------------ | ----- | -------------- | ----------------------------------- | ------------- |
| 1.  | 22. September 1996 | Warschau     | WTA Tier III | Sand  | Olha Luhyna    | Alexandra Fusai Laura Garrone       | 1:6, 6:2, 6:1 |
| 2.  | 19. Juli 1998      | Palermo      | WTA Tier IVb | Sand  | Pawlina Nola   | Barbara Schett Patty Schnyder       | 6:4, 6:2      |
| 3.  | 8. August 1999     | Knokke-Heist | WTA Tier IV  | Sand  | Eva Martincová | Jewgenija Kulikowskaja Sandra Načuk | 3:6, 6:3, 6:3 |

## Persönliches
Am 11. Juli 2006 heiratete Pampoulova ihren langjährigen Freund Christian Bergomi. Das Ehepaar lebte in der Schweiz, wo Elena Pampoulova zuletzt als Investmentbankerin arbeitete. Ihr gemeinsamer Sohn Alex wurde 2008 geboren.
Im April 2023 starb sie im Alter von 50 Jahren.